# Paulette (film)
Paulette è un film del 2012 diretto da Jérôme Enrico.
Ispirato ad un fatto autentico, il film affronta i problemi della convivenza nella multietnica periferia metropolitana attraverso il ritratto ironico dell'intollerante e xenofoba Paulette, un'anziana che si lancia in un'avventura che la cambierà profondamente. La protagonista è interpretata da Bernadette Lafont, al suo penultimo film.

## Trama
Paulette è un'anziana signora che, perso il marito e la brasserie che aveva condotto insieme a lui per tanti anni, fa fatica a tirare avanti nella degradata periferia di una grande città francese. Odia tutti, soprattutto gli immigrati, e in particolare quelli di colore. Non fanno eccezione il genero Ousmane, lo "sbucciabanane", e il suo unico nipote Leo, la "scimmietta".
La disperazione della donna tocca il culmine quando le viene sequestrato gran parte del mobilio, compreso l'amato televisore. Osservando gli spacciatori che popolano il suo palazzo si rende conto di quanto denaro si possa guadagnare con quell'attività. Così, forte di alcune informazioni ricevute dal genero poliziotto, che in realtà cercava collaborazione, Paulette si propone a Vito, il boss locale, per spacciare hashish. La determinazione della donna vince la resistenza costituita dalla risibilità della situazione.
Paulette comincia così, dapprima goffamente, poi in maniera sempre più spigliata, il commercio di droga al dettaglio. Le cose vanno benone e Vito le dà sempre più merce. Questo significa un impegno maggiore che finisce per distoglierla dalle solite attività con le amiche del centro anziani che, inoltre, si insospettiscono per il tenore di vita di Paulette, repentinamente risollevatosi.
Quando per colpa del nipote Leo, un po' di hashish finisce nell'impasto di una torta, Paulette scopre che i dolci così fatti possono avere effetti anche più gradevoli del classico utilizzo di questi stupefacenti. Essendo pasticcera diplomata, non ha problemi a proporre mille varianti con questo nuovo ingrediente, che per giunta la pone al di fuori del pericoloso giro dei classici spacciatori presso i quali era ormai invisa per il suo successo.
Potendo contare sul supporto delle tre amiche del cuore che una volta scoperta, per nulla scandalizzate, l'hanno affiancata fiutando grandi guadagni, la pasticceria casalinga di Paulette diventa così importante da interessare Taras, il capo di Vito, che vuole lanciare il commercio di pasticcini presso le scuole primarie. Paulette, ormai riconciliatasi con il nipote, non sopporta l'idea di traviare dei bambini e rifiuta la proposta.
Poi con le amiche e il nipotino, si concede un lussuoso week-end al mare. Al ritorno il suo appartamento è devastato e Leo viene rapito dalla banda di Vito che però viene sgominata dalla polizia, la quale interviene grazie alle indagini di Ousmane.
Paulette ha imparato ad essere tollerante e ad amare il prossimo, anche se diverso, al punto da diventare lei stessa emigrante. Alla fine, infatti, con tutti i compagni di sventura, apre un elegante coffee-shop nei Paesi Bassi.

## Distribuzione
L'uscita nelle sale cinematografiche in Francia è avvenuta il 16 gennaio 2013, mentre in Italia è uscito il 6 giugno dello stesso anno.